# 施仁毅
施仁毅，香港企業家（1966年－），智傲集團（Gameone Group Limited）始創人，香港著名遊戲製作人，流行文學圖書《倪學。衛斯理50周年紀念集》及《漫學。港漫回憶錄》主編，明報專欄作者，漫畫、電影策劃人。香港遊戲產業協會及香港小說會創辦人。現時施仁毅是香港上市公司智傲控股（股份代號：8282）之公司主席。現任澳門立法會議員施家倫為其親族。

## 簡歷
出生於福建晉江，1977年赴港定居，就讀北角樹人小學，跑馬地三育中學，自幼熱愛漫畫，中二綴學後加入玉郎機構擔任寫畫部漫畫分色助理。二十歲創業，與友人合辦漫畫分色製版公司「精藝公司」，數年間成為香港漫畫分色製作龍頭公司，曾合作過的出版社包括：小威出版社、八二畫社、自由人、騰龍出版社、文化傳信、天下出版社、海洋創作、玉皇朝等。
九四年為鄺氏出版社策劃首本遊戲漫畫雜誌《勁GAME王》。同年，九五年成立電腦漫畫分色公司「精藝電腦製作」，為「玉皇朝」製作第一本全電腦分色漫畫《龍虎五世》，九五年與友人成立公司「威信漫畫出版社」，出版《馬圈仔》《SNK餓狼傳說》，九六年獨資出版由日本SNK授權的《拳王95序章》漫畫，九六年「玉皇朝」邀請出任漫畫策劃，策劃作品包括：《俠醫夢行者》、《校園驚世錄》及監製《玉皇朝97回歸漫畫》。
九八年成立「視覺出版」，創辦香港首本電腦遊戲雜誌《Pc Game 雙週》，並擔任總編輯，雜誌合共出版近750期。九八年開始投資電腦遊戲項目，包括：策略遊戲《馬場大亨2000》及SLG遊戲《龍神》。二千年，與友人創辦「Gameone Group」，並出任集團副主席，零三年全面發展遊戲行業，並出任「Gameone Group」CEO兼遊戲製作人，策劃香港首套網絡遊戲產品《古龍群俠傳網路版》大獲好評，並獲「香港工商及科技局」局長唐英年先生頒發《數碼大獎》及《軟件金獎》，零四年聯同梁定邦大律師創辦「香港遊戲產業協會」並任召集人，零五年出任制作人的遊戲《夢幻古龍》被「國家新聞出版總署」選定為「中國民族網絡遊戲出版工程」作品，零七年被選為「第一屆香港數碼娛樂業風雲人物」，一零年聯同科幻小說大師倪匡先生創辦「香港小說會」。一二年開始連續三屆成為香港特區政府「創意香港」智優計劃基金委員，一六年，施先生帶領「智傲控股」正式於香港創業版上市（8282），成為香港本土首間於聯交所掛牌的手機遊戲公司。

## 公職
- 香港遊戲產業協會創辦人及理事会主席 http://hkgia.org.hk/ （页面存档备份，存于）
- 香港小說會發起人 http://hknovelist.org/ （页面存档备份，存于）
- 香港香港特別行政區 創意香港審批委員會 委員
- 香港數碼文化創意產業聯盟 創會執委
- 香港貿易發展局影視娛樂業委員會 委員
- 香港動漫畫聯會 創會會員

## 獎項
- 獲科技局長唐英年頒第一屆「數碼娛樂傑出大獎」。
- 香港碼娛樂業選為「第一屆香港數碼娛樂業風雲人物」。
- 監制作品《夢幻古龍online》入選「國家新聞出版總署」中國民族文化遊戲工程。
- 得到香港特別行政區長官曾蔭權先生到訪的香港遊戲企業，並得到高度評價。

## 參與漫畫作品
- 《拳皇95漫畫版》
- 《馬圈仔漫畫版》
- 《餓狼傳說漫畫版》
- 《俠醫夢行者》
- 《玉皇朝回歸漫畫》
- 《校園驚世錄》
- 《城市驚世錄》
- 《郭敬明‧幻城》
- 《黃玉郎‧傭兵天下》
- 《九把刀‧殺手》

## 參與遊戲作品
- 《臥龍與鳳雛》&《陸小鳳之金鵬皇朝》
- 《古龍群俠傳》&《古龍群俠傳online》
- 《夢幻古龍》&《夢幻古龍2》
- 《古惑仔online》&《古惑仔之義online》
- 《火鳳燎原online》
- 《陳某‧火鳳燎原卡牌Apps》
- 《郭敬明‧幻城online》
- 《馬榮成‧風雲網頁版》

## 參與策劃活動
- 兒童危重病基金籌款活動
- 香港遊戲業四川賑災大行動 http://www.hkgia.org.hk/5.12/ （页面存档备份，存于）
- 香港網絡遊戲展2009
- 亞洲網絡遊戲大獎X香港網絡遊戲展2010
- 第一届亞洲網絡遊戲大獎 http://www.youtube.com/watch?v=3iWM7wCyLHQ （页面存档备份，存于）
- 衛斯理50周年展 https://www.youtube.com/watch?v=j4Yuvs8i1XE （页面存档备份，存于）

## 媒體訪問
- Unwire訪問 施仁毅談創業：要找到自己世界，唔好諗住靠政府！ （页面存档备份，存于）

- MenClub訪問 施仁毅：鍾意、堅持就會成功 （页面存档备份，存于）

- 文匯報 今生無悔 （页面存档备份，存于）

- 蘋果日報 小說會會長　倪匡愛做上帝 （页面存档备份，存于）

- 蘇絲黃 人物訪問 （页面存档备份，存于）[paper.wenweipo.com]

- 《起點中文網：聚焦風雲人物施仁毅》

- 壹週刊：iHearU港產 Online Game之父施仁毅

- 明報周刊：每年做億元生意的香港公司 （页面存档备份，存于）

- 香港第一屆數碼娛樂業風雲人物：施仁毅 （页面存档备份，存于）

- 科技局長唐英年頒發第一屆數碼娛樂大獎

- 招職專訪施仁毅：遊戲專才供不應求[永久]

- 太陽報專訪火鳳燎原online制作人 （页面存档备份，存于）

- FACE專訪施仁毅，我唔怕翻版

- 香港新聞網：港式動漫出路在何方？ （页面存档备份，存于）

- 南方都市報：港漫，“北上”可有你的一片天？

- 頭條日報：活用繪圖板，畫出漫畫新彩虹

- 明報專欄：ACG狂徒 （页面存档备份，存于）

- 衛斯理50周年展 （页面存档备份，存于）

- 港漫回憶錄 （页面存档备份，存于）
- 【MT CEO訪問】做遊戲做到上市！《Gameone》CEO施仁毅專訪！